# Република Куба (1902 – 1959)
Република Куба (на испански: República de Cuba) е островна държава, състояща се от остров Куба, както и Хувентуд (от 1925 г.) и няколко малки архипелага. Намира се там, където се срещат северното Карибско море, Мексиканския залив и Атлантическия океан. Обхваща историческия период в кубинската история между 1902 и 1959 г. Началото ѝ е през 1902 г. след края на първата американска военна окупация, няколко години след като Куба обявява независимост през 1898 г. от Испанската империя. Тази епоха включва различни правителства и американски военни окупации и завършва с избухването на Кубинската революция през 1959 г. През този период Съединените американски щати упражняват голямо влияние върху кубинската политика, особено чрез поправката Плат. Комунистическото правителство след 1959 г. нарича тази епоха „Неоколониална република“, докато много кубински изгнаници я наричат „Свободна Куба“, за разлика от „несвободната“ социалистическа държава.
Правителствата на Куба между независимостта от Испания и Революцията са считани за клиентска държава на Съединените американски щати. От 1902 до 1934 г. законите на Куба и Съединените американски щати включват поправката Плат, която гарантира правото на САЩ да се намесват в Куба и налага ограничения върху кубинските външни отношения. През 1934 г. Куба и САЩ подписват Договора за взаимоотношения, в който Куба се задължава да дава преференциално третиране на икономиката си на САЩ, в замяна САЩ дават на Куба гарантиран дял от 22 процента от пазара на захар в САЩ, който по-късно е изменен до 49 процента дял през 1949 г.
Страната продължава да използва конституцията от 1940 г. до обнародването на новата конституция през 1976 г.

## 1902–1933: Първи правителства
След Испанско-американската война Испания и Съединените щати подписват Парижкия договор от 1898 г., с който Испания отстъпва Пуерто Рико, Филипините и Гуам на Съединените щати срещу сумата от 20 милиона долара (еквивалентна на 700 милиона долара през 2022 г.). С края на юрисдикцията на военното правителство на Съединените щати, Куба получава официална независимост на 20 май 1902 г. като Република Куба. Съгласно новата конституция на Куба, САЩ си запазват правото да се намесват в кубинските дела и да контролират нейните финанси и външни отношения. Съгласно поправката на Плат, САЩ взимат под наем военноморската база в залива Гуантанамо от Куба.

### Американска окупация, 1906–1909
След политическа чистка и корумпирани и фалшифицирани избори през 1906 г., първият президент, Томас Естрада Палма се сблъсква с въоръжен бунт на ветерани от войната. Както във войната за независимост, афро-кубинците са свръхпредставени в бунтовническата армия от 1906 г. За тях августовската революция съживява надеждите за „законен дял“ в правителството на Куба. На 16 август 1906 г., страхувайки се от правителството, готово да разбие заговора, бившият генерал от Освободителната армия Пино Гера издига знамето на бунта. Незабавно Палма арестува всеки либерален политик в обсега му; останалата част стават нелегални. В опит да предотврати намесата, Рузвелт изпраща двама емисари в Хавана, за да търсят компромис между правителството и опозицията. По отношение на такава безпристрастност като вот на недоверие към неговото правителство, Естрада Палма подава оставка и принуждава целия си кабинет да подаде оставка, оставяйки Републиката без правителство и принуждавайки Съединените щати да поемат контрола над острова. Рузвелт веднага обявява, че САЩ са били принудени да се намесят в Куба и че тяхната единствена цел е да създадат необходимите условия за мирни избори.

### 1909–1924
През 1909 г. местното правителство е възстановено, когато Хосе Мигел Гомес встъпва в длъжност като втори президент на Куба, докато САЩ продължават да се месят в кубинските дела. През 1912 г. Независима партия на чернокожите (Partido Independiente de Color) се опитва да създаде отделна черна република в провинция Ориенте, но е смачкана от генерал Монтеагудо със значително кръвопролитие.
Производството на захар играе важна роля в кубинската политика и икономика. През 1910 г., по време и след Първата световна война, недостигът на световни доставки на захар подхранва икономически бум в Куба, белязан от просперитет и превръщането на все повече и повече земеделски земи в отглеждане на захар. Цените достигат своя връх и след това се сриват през 1920 г., съсипвайки страната финансово и позволявайки на чуждестранните инвеститори да придобият повече власт, отколкото вече имат. Тази икономическа турбуленция е наречена „Танцът на милионите“.

### Ерата на Мачадо
През 1924 г. Херардо Мачадо е избран за президент. По време на неговото управление туризмът се развива значително и са построени хотели и ресторанти, собственост на американци, за да посрещнат наплива от туристи. Туристическият бум води до увеличаване на хазарта и проституцията в Куба. Първоначално Мачадо се радва на подкрепа от голяма част от обществеността и от всички основни политически партии в страната. Въпреки това, популярността му постепенно намалява. През 1928 г. той провежда избори, които му дават още един мандат, този от шест години, въпреки обещанието му да служи само за един мандат.

## 1933–1958: Размирици

### Революция от 1933 г.
Крахът на Уолстрийт от 1929 г. води до рязко падане на цената на захарта, политически вълнения и репресии. Протестиращите студенти, известни като "Поколението на 1930 г.", и тайна терористична организация, известна като ABC, започват насилие срещу все по-непопулярния Мачадо.
Американският посланик Съмнър Уелс пристига през май 1933 г. и започва дипломатическа кампания, която включва „посредничество“ с опозиционни групи, включително ABC. Тази кампания значително отслабва правителството на Мачадо и подкрепена със заплахата от военна намеса, поставя началото на смяна на режима.
Обща стачка (в която Народната социалистическа партия застава на страната на Мачадо), бунтове сред работниците в захарната промишленост и в армията принуждават Мачадо да замине в изгнание през август 1933 г. Той е заменен от Карлос Мануел Сеспедес и Кесада, син на кубински патриот Карлос Мануел де Сеспедес.
През септември 1933 г. бунтът на сержантите, воден от сержант Фулхенсио Батиста, сваля Сеспедес от власт. Генерал Алберто Ерера служи за кратко като президент (12-13 август), последван от Карлос Мануел де Сеспедес и Кесада от 13 август до 5 септември 1933 г. Петчленен изпълнителен комитет е избран да оглави временно правителство. Те са прогонени от ръководена от студенти организация, която назначава Рамон Грау за временен президент и прокарва различни реформи по време на последвалото Стодневно правителство. Грау подава оставка през 1934 г., след което Батиста доминира кубинската политика през следващите 25 години, първоначално чрез поредица от марионетни президенти. Периодът от 1933 г. до 1937 г. е време на "практически непрекъсната социална и политическа война".

### Конституция от 1940 г.
През 1940 г. е приета нова конституция, която създава радикални прогресивни идеи, включително правото на труд и здравеопазване. Батиста е избран за президент през същата година, заемайки поста до 1944 г. До тогава той е единственият кубинец, който не е бял, спечелил избори за най-високата политическа длъжност в нацията. Неговото правителство провежда големи социални реформи. Няколко членове на Комунистическата партия заемат длъжности под неговото управление. Кубинските въоръжени сили не участват в битките по време на Втората световна война, въпреки че президентът Батиста предлага съвместно нападение на САЩ и Латинска Америка срещу Франкистка Испания за сваляне на нейния авторитарен режим.
Батиста се придържа към структурите на конституцията от 1940 г., предотвратявайки преизбирането му. Рамон Грау е победител на следващите избори през 1944 г. Грау допълнително разяжда основата на вече колебливата легитимност на кубинската политическа система, по-специално чрез подкопаване на дълбоко погрешните, макар и не напълно неефективни Конгрес и Върховен съд. Карлос Прио Сокарас, протеже на Грау, става президент през 1948 г. Двата мандата носят приток на инвестиции, които подхранват бума и повишават жизнения стандарт за всички прослойки на обществото и създава просперираща средна класа в повечето градски райони.

### Диктатура на Батиста
Преди президентските избори през 1952 г. Батиста организира преврат. Връщайки се на власт и получавайки финансова, военна и логистична подкрепа от правителството на САЩ, Батиста суспендира Конституцията от 1940 г. и отменя повечето политически свободи, включително правото на стачка. Той забранява Кубинската комунистическа партия през 1952 г. След това той става част от най-богатите земевладелци, които притежават най-големите захарни плантации, и ръководи стагнираща икономика, която увеличава пропастта между богатите и бедните кубинци. В крайна сметка се стига до точката, в която по-голямата част от захарната индустрия е в ръцете на САЩ, а чужденците притежават 70% от обработваемата земя. Като такова, репресивното правителство на Батиста започва систематично да печели от експлоатацията на търговските интереси на Куба, като договаря доходоносни отношения както с американската мафия, която контролира бизнеса с наркотици, хазарта и проституцията в Хавана, така и с големи мултинационални компании, базирани в САЩ които получават изгодни договори. За да потуши нарастващото недоволство сред населението, което впоследствие се проявява чрез чести студентски бунтове и демонстрации, Батиста установява по-строга цензура на медиите, като същевременно използва своето Бюро за репресии на комунистическата дейност на тайната полиция за извършване на широкомащабно насилие, изтезания и публични екзекуции. Тези убийства се увеличават през 1957 г., когато социализмът става все по-влиятелен. Много хора са убити, като оценките варират от стотици до около 20 000 убити. Куба има най-високите нива на потребление на глава от населението в Латинска Америка на месо, зеленчуци, зърнени храни, автомобили, телефони и радиостанции, въпреки че около една трета от населението се смята за бедно и се радва на относително малка част от това потребление.
Докато Куба има най-високото съотношение на болнични легла към население в Латинска Америка, около 80% от тези легла са разположени в град Хавана, където има само една селска болница и тя е оборудвана с 10 легла. През 1951 г. Световната банка съобщава, че между 80 и 90% от децата в селските райони страдат от някаква форма на чревни паразити, през 1956 г. около 13% от селското население е имало коремен тиф и 14% в даден момент са имали туберкулоза. Само 11% от семействата на земеделски работници пият мляко, а детската смъртност в селските райони е 100 на 1000 живородени. Само един от всеки четирима селяни може да си позволи редовно да яде месо, яйца и риба, а хроничната безработица е 25%.
Куба също е под голямо влияние на Съединените щати до точка, в която САЩ контролира 80% от търговията на Куба. През 1959 г. около 40% от кубинската захарна земя, почти всички ферми за добитък, 90% от мините и 80% от комуналните услуги са собственост на американски фирми.
Между 1933 г. и 1958 г. Куба разширява значително икономическите регулации, причинявайки икономически проблеми. Средната класа, която е сравнима с тази на Съединените щати, става все по-недоволна от безработицата и политическото преследване. Профсъюзите подкрепят Батиста до самия край. Батиста остава на власт, докато не е принуден да избяга в изгнание през декември 1958 г. по време на Кубинската революция.

## Туризъм
Между 1915 и 1930 г. Хавана е домакин на повече туристи от всяко друго място на Карибите. Напливът се дължи до голяма степен на близостта на Куба до САЩ, където ограничителната забрана за алкохол и други забавления е в рязък контраст с традиционното спокойно отношение на острова към заниманията в свободното време. Такъв туризъм става третият по големина източник на чуждестранна валута за Куба след двете доминиращи индустрии на захарта и тютюна. Кубински напитки като дайкири и мохито са често срещани в САЩ  през това време, след като забраната е отменена.
Комбинацията от Голямата депресия от 30-те години на миналия век, краят на забраната и Втората световна война сериозно намаляват броя на туристите и едва през 50-те години броят им започва да се връща на острова в значителна сила. През този период американската организирана престъпност започва да доминира в индустриите за отдих и туризма, начин на действие, очертан на прословутата конференция в Хавана от 1946 г. До средата на 50-те години Хавана става един от основните пазари и любимия маршрут за търговията с наркотици към САЩ. Въпреки това броят на туристите нараства стабилно с темп от 8% годишно и Хавана е известна като "латинския Лас Вегас".